# کیزاوا ناگاماسا
کیزاوا ناگاماسا ((به ژاپنی: 木沢長政 Kizawa Nagamasa); – ۲ آوریل ۱۵۴۲) شوگودای (معاون فرماندار) جنوب ولایت یاماشیرو و ولایت کاواچی و سامورایی اهل ژاپن بود. وی صاحب قلعه ایموری‌یاما بود. وی در ابتدا در خدمت فرماندار شوگوی دو ولایت یاماشیرو و کاواچی هاتاکه‌یاما یوشی‌تاکا بود و قلعه شیگیسان را در سال ۱۵۳۶ برای خاندان هاتاکه‌یاما ساخت.